# Juan Sabia
Juan Alberto Sabia (Pergamino, 17 dicembre 1981) è un ex calciatore argentino, di ruolo difensore.

## Caratteristiche tecniche
È un difensore centrale.

## Palmarès
- Torneo Argentino A: 1

Ben Hur: 2004-2005
- Campionato argentino: 2

Argentinos Juniors: 2010 (C), 2012-2013